# QF 25磅短管榴彈炮
QF 25磅短管榴彈炮（Ordnance QF 25-pounder Short，軍械署速射炮—25磅—短管，簡稱為25磅短管炮）是澳大利亞陸軍在第二次世界大戰時以英國製QF_25磅榴彈炮設計為基礎架構重新設計的野戰炮，專為在新幾內亞等基礎條件不佳的戰地所開發，嚴謹理解它的設計更趨向山炮，而非標準的野戰炮。由於是基於特殊戰場任務需求而生，25磅短管炮的服役時間甚短，僅於1943至1946年間服役。本款武器使用評價上褒貶有之，但對澳大利亞軍方來說，它是軍事自主化的一個重要起始。

## 開發背景
澳大利亞的武裝部隊因建國的起源因素，自建軍以降全面承襲英國陸軍的編裝，到1939年開戰後，澳國得到英國的技術授權在國內生產25磅榴彈炮替換18磅炮作為野戰部隊的標準火炮，澳國在1940年1月開始在墨爾本建設一座製炮工廠量產新武器，在1941年5月第一門澳洲自製的25磅炮出廠，撥交給澳洲陸軍使用。澳洲量產的25磅炮在1943年時已生產了1,527門，成為澳軍野戰炮兵的標準裝備。
25磅炮在地中海戰場的表現可圈可點，但是在太平洋戰場則否，新幾內亞幾乎都是原始叢林，沒有道路可讓火炮牽引車運動的現代化火炮進行機動。若要讓火炮深入戰地，只能靠人力搬運或是從機場運輸，由於無法讓火炮進行有效率的機動，在1943年的新幾內亞戰場上，澳洲軍隊不得不只依靠可依靠可人力搬運的3英吋迫擊炮作為它們的主要間接火力支援來源。澳大利亞陸軍需要一款新武器讓它們在叢林戰中取得優勢，它得操作易於上手，並可作為分解零件運輸，讓飛機或是汽車可以用載運移動。.符合這種條件的軍火庫存中只有20世紀初開發性能早已過時的3.7吋山炮，向美國訂購的M1山炮則還沒交貨。 在1942年9月，澳大利亞陸軍炮兵總監約翰.威廉.亞歷山大.奧布萊恩准將提案開發25磅炮的衍生版本解決當前需求。

## 開發與量產
特規版本25磅炮的開發工作由澳大利亞陸軍、軍械生產局負責，所有設計與製造都在澳洲本土進行，奧布萊恩也參與了這門火砲的繪圖作業。.這幾個單位的合作可說相當愉快，陸軍需要武器，而廠商也盡可能在證明自己的能力。開發工作從1942年9月開始，1943年1月設計尚未定稿前原型炮已經完成，這個情況雖然違背了軍備開發規定，但結果並還算順利。在開發工作進行的同時，澳軍接收了第一批38門美軍軍援的75山炮，提供給在新幾內亞奮戰的澳軍。
新火炮盡可能的沿用25磅炮零件，但是為了降低武器重量、滿足戰術需求，調整設計的部分主要是針對火炮輕量化目標進行。特規版25磅炮使用了縮短的槍管與制退復進機與後座機制，未來將計畫將火炮整合至Mk.I哨兵巡航坦克上。火炮總重1.25公噸，炮管長1.266公尺，短管版25磅炮可沿用所有英製25磅砲所配賦的炮彈，射程為原版的87%，. 一般運用情況下25磅短管炮使用的發射藥包僅限於使用3號裝藥以下的規格，在必要時可以使用強裝藥將射程硬拉長到11,500碼(10,500公尺)，但是在教範上告知該規格裝藥會對炮架造成過大負荷，不建議在一般狀態使用。原型測試時此炮裝有炮盾，在量產時取消。
25磅短榴彈炮與原版另一個重大變化是講究未開發地形的機動性，火炮可分解為13或14個總成，除了制退復進機總成與前炮架的重量超過135（298磅），其他都低於此數值。分解後的總成可以採用威利吉普車裝載或是使用飛機空投，可以在2分鐘組合回火炮狀態。由於採取了可分解設計，因此採用了重新設計炮架，車軸也重新設計，原本車軸裝有特殊的穩定裝置降低開炮對於車軸的負荷，但是因技術問題最後撤除。
原型炮的初步測試在1942年12月上旬開始進行，1943年初撥交給位在新幾內亞的2/1野戰炮兵團運用，.在經過前線回饋意見後作出少量修改後定案。1943皇家澳大利亞陸軍訂購了112門炮，隨後又追加了一筆100門炮的訂單，正式編號為25磅短管速射炮一型，澳軍士兵簡稱它為snort。火炮量產就僅有這兩筆訂單，1944年停產，含原型總共製造了213門炮。英國陸軍在知道澳軍開發了這款武器後，曾經借用進行測評，並在國內訂購了類似產品，與澳軍版本相比，差別是換用改良版制退復進機，可在沒有限制的情況下使用強裝藥提升射程。該版本英國稱為軍械局QF25磅炮Mark IV型。但是該版本設計完成時間已是1945年5月，戰爭局勢的發展已不再需要這款武器，因此僅生產少量原型炮，在1946年取消計畫。

## 佈署與操作
25磅短管炮在1943年8月作為澳軍改組為叢林師計畫中的一部分正式提供部隊使用，叢林師編裝中，野戰炮兵團的其中一個營更換為此款武器，配備該武器的炮兵連編裝，基本有4門炮、7輛吉普車、1輛D6推土機，每門炮炮班沿襲25磅炮，為6人炮班編制。 雖然新幾內亞戰場巴克准將(L. E. S. Barker)比較喜歡自1942年開始接收到的美製75公厘山炮，並反對了奧布萊恩的換裝計劃，但是計畫仍未被阻礙的持續進行。
25磅短管炮第一次投入的戰爭是1943年的納扎布登陸戰，皇家澳大利亞第7師所屬2/4野戰炮兵團有2門火砲與炮班由5架C-47運輸機空投至戰場，.其中1門在降落後1小時完成組合開始投入開火，但另1門因為找不到制退復進機所以到作戰開始後2天才投入使用。但由於日軍已經撤退，因此火炮並沒有作戰中運用。
隨後的萊城登陸戰中，皇家澳大利亞第9師所屬的2/7野戰炮兵團在該戰役中首次操作25磅短管野戰炮參戰，由於火炮準確度較低，且炮口噴焰較傳統野戰炮要大，部分砲兵不喜歡這款火炮。但第9師參謀則認為這款炮因為可以使用小型車輛與機動載具分解運輸，因此是款很合適的武器。但他們的運用經驗中證明吉普車的動力不足，無法作為該炮的火炮牽引車使用。
從1944年6月之後，在叢林地帶作戰的澳軍叢林師所編配的火炮部隊從1個野戰砲團增加為2個野戰砲團，每個炮團配備2個標準版25磅炮炮兵營、1個25磅短管炮炮兵營，這個編制持續二次大戰盟軍獲勝為止。而在後續的作戰中，皇家澳大利亞第4野戰炮兵團所配備的8門25磅短管野戰炮曾作為步兵炮運用，提供澳軍步兵推進的直射支援火力。
1946年，澳軍宣布25磅短管炮退役轉入預備役編制，原先使用該型武器的單位換用標準版25磅炮，在預備役裝備清單中，該裝備保存至1975年才全數除帳。

## 評價
25磅短管炮在砲兵之中的評價褒貶不一，準確來說是因戰場而異，尤其在中東戰場的澳軍特別不喜歡25磅短管炮。而該炮相較於標準版野戰砲確實也存在一些人因工程的缺失，尤其在取消炮盾後，短管炮射擊時製造的炮尾風區域對炮兵造成的影響較為顯著，因此炮手在射擊任務結束後都會有輕微腦震盪與流鼻血的現象，至於射速較低、射程較短、弋引不便等操炮問題也是頗受批評的部分，砲兵將其視為野戰炮，而它在野戰情境下的表現並不如25磅炮要較人滿意。
澳軍正史承認25磅短管炮的侷限性與不足處，但也為其辯護，強調在特殊地理環境作戰需要對性能進行權衡，在總體評估成果上有其正面意義，是一款成功的武器。

## 保存品

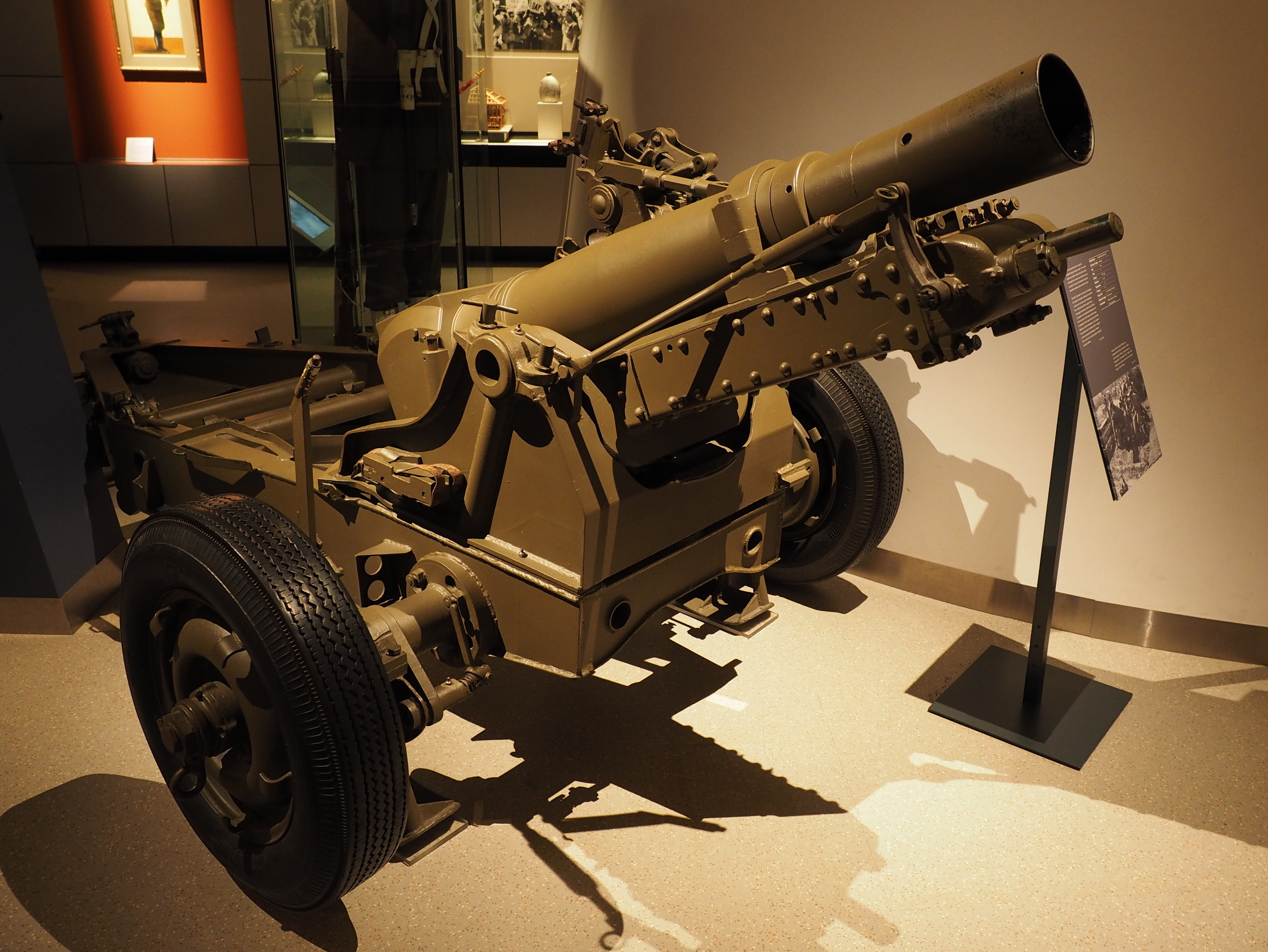
澳大利亞戰爭紀念館展示的25磅短管炮

澳洲有多間官方軍事博物館保存了25磅短管炮，包括在坎培拉的澳大利亞戰爭紀念館、墨爾本的莫迪亞勒克戰爭紀念館、維多利亞省的班迪亞納陸軍博物館、昆士蘭州凱恩斯的澳大利亞裝甲與火炮博物館等地。